# Das Weihnachtsgeheimnis
Das Weihnachtsgeheimnis (norw. Julemysteriet, 1992) ist der Titel eines 1998 auf Deutsch erschienenen Kinderbuchs des norwegischen Autors Jostein Gaarder. Seiner Thematik und der Einteilung in 24 Kapitel nach eignet sich das Buch besonders als Adventskalender.

## Inhalt
Am 30. November suchen Joachim, die Hauptperson des Buches, und sein Vater noch einen Adventskalender. Schließlich finden sie einen alten und handgefertigten bei einem Buchhändler, der selbst nicht so richtig weiß, wo er herkommt. Beim Öffnen des ersten Türchens findet Joachim nicht nur ein Bild dahinter, sondern auch einen Zettel. Auch hinter den anderen Türchen stecken solche Zettel. Auf ihnen wird die Geschichte eines Mädchens Elisabet erzählt, die in Norwegen zu einer Pilgerreise durch Raum und Zeit nach Betlehem zu Jesu Geburt aufbricht. Die Pilgerschar vergrößert sich jeden Tag um eine weitere Figur der Weihnachtsgeschichte: Hirten und Schafe, Engel, die drei Weisen und weitere.
Detektivisch versucht Joachim – zunächst allein, später gemeinsam mit seinen Eltern – herauszufinden, wer die Zettel geschrieben hat und ob es sich bei der Elisabet aus der Geschichte um ein Mädchen handelt, das wirklich verschwunden ist.